# Cannondale Pro Cycling
Cannondale Pro Cycling (UCI kód: CAN) dříve známý jako Liquigas, byl italský cyklistický UCI WorldTeam, jenž vznikl v roce 2005. Titulárními sponzory týmu byla italská plynárenská společnost Liquigas a později výrobce jízdnich kol Cannondale. Stáj zanikla v roce 2014 fúzí s týmem Garmin−Sharp. 

## Celková vítězství na Grand Tours
- Giro d'Italia 2007, Danilo Di Luca
- Giro d'Italia 2010, Ivan Basso
- Vuelta a España 2010, Vincenzo Nibali

## Vítězství na národních  šampionátech

### 2005
- Mistr Itálie v silničním závodu mužů, Enrico Gasparotto

### 2007
- Mistr Švédska v silničním závodu mužů, Magnus Bäckstedt

### 2009
- Mistr Polska v časovce mužů, Maciej Bodnar
- Mistr Finska v silničním závodu mužů, Kjell Carlström

### 2010
Mistr Běloruska v silničním závodu mužů, Aleksandr Kuschynski

### 2011
- Mistr Slovenska v silničním závodu mužů, Peter Sagan

### 2012
- Mistr Slovenska v silničním závodu mužů, Peter Sagan
- Mistr USA v silničním závodu mužů,Timmy Duggan
- Mistr Polska v časovce mužů, Maciej Bodnar

### 2013
- Mistr Polska v časovce mužů, Maciej Bodnar
- Mistr Dánska v časovce mužů,  Brian Vandborg
- Mistr Slovenska v silničním závodu mužů, Peter Sagan

### 2014
- Mistr Slovenska v silničním závodu mužů, Peter Sagan

## Češi a Slováci v týmu
- Roman Kreuziger (2006–2010)[1]
- Juraj Sagan (2010–2014)[2]
- Peter Sagan (2010–2014)[3]